# اچ‌نوام‌اس اولر (۱۸۷۶)
اچ‌نوام‌اس اولر (۱۸۷۶) (به انگلیسی: HNoMS Uller (1876)) یک کشتی است که طول آن ۲۷٫۳ متر (۸۹٫۵۷ فوت) می‌باشد. این کشتی در سال ۱۸۷۶ ساخته شد.